# Z de la Girafa
Z de la Girafa (Z Camelopardalis) és una estrella variable cataclísmica a la constel·lació de la Girafa, prototip d'una subclasse de variables dins de les noves nanes. S'hi troba a 530 anys llum de distància del sistema solar.
Z de la Girafa és un estel binari compost per un estel groc de tipus espectral G1 que ha abandonat la seqüència principal i una nana blanca. El període orbital del sistema és de 7 hores i 21 minuts. La nana blanca succiona material ric en hidrogen de la seva companya, que forma un disc de gas i pols que gira al seu voltant. Cada poques setmanes es produeix una erupció que multiplica per 40 la seva lluminositat, quan la inestabilitat causa que el material impacte en la superfície de la nana blanca. Z de la Girafa és el prototip d'una subclasse de noves nanes —estrelles Z Camelopardalis— que durant un període es detenen en una determinada lluentor per sota del seu pic. Aquest període es pot estendre fins a més d'un any, sense que hi haja manera de saber quan acaba exactament.
Observacions dutes a terme en l'ultraviolat pel satèl·lit GALEX han permès veure una coberta massiva envoltant a Z de la Girafa produïda per una erupció milers de vegades més brillant, que evidencia que en la nova nana va tenir una explosió clàssica de nova fa alguns milers d'anys. Això ha permès, per primera vegada, relacionar en un mateix estel una nova nana i una nova clàssica.